# Hippalus (cràter)
Hippalus és el romanent d'un cràter d'impacte lunar situat en la vora oriental del Mare Humorum. Al sud-est es troba el cràter Campanus, i al nord-oest apareix el petit cràter inundat per la lava Loewy.
|  |

El bord sud-oest de Hippalus ha desaparegut per complet, per la qual cosa el cràter forma una badia situada sobre el contorn de la mar lunar. La part de la vora encara visible està desgastada i erosionada, formant una serralada baixa i circular. El sòl inundat de lava d'Hippalus és dividit per una àmplia esquerda que ho travessa, pertanyent a les Rimae Hippalus. Aquest ampli canó segueix un curs cap al sud abans de corbar-se suaument al sud-oest, aconseguint una longitud total de 240 quilòmetres. El sòl del cràter a l'est de les rimae és més accidentat que el de la meitat occidental.

## Cràters satèl·lit
Per convenció aquests elements s'identifiquen en mapes lunars col·locant la lletra en el costat del punt mitjà del cràter que està més proper a Hippalus.
|          | \| Hippalus \| Coordenades \| Diàmetre \| \| -------- \| ------------------------------------ \| -------- \| \| A \| 23° 48′ S, 32° 48′ O / 23.8°S,32.8°O \| 8 km \| \| B \| 25° 06′ S, 30° 06′ O / 25.1°S,30.1°O \| 5 km \| \| C \| 24° 06′ S, 30° 30′ O / 24.1°S,30.5°O \| 4 km \| \| D \| 23° 36′ S, 31° 54′ O / 23.6°S,31.9°O \| 24 km \| |          |
| Hippalus | Coordenades | Diàmetre |
| A        | 23° 48′ S, 32° 48′ O / 23.8°S,32.8°O | 8 km     |
| B        | 25° 06′ S, 30° 06′ O / 25.1°S,30.1°O | 5 km     |
| C        | 24° 06′ S, 30° 30′ O / 24.1°S,30.5°O | 4 km     |
| D        | 23° 36′ S, 31° 54′ O / 23.6°S,31.9°O | 24 km    |